# Jaxu
Jaxu é uma comuna francesa na região administrativa da Nova Aquitânia, no departamento dos Pirenéus Atlânticos. Estende-se por uma área de 10,53 km². Em 2010 a comuna tinha 199 habitantes (densidade: 18,9 hab./km²).